# Bassin occidental méditerranéen
« Méditerranée » redirige ici. Pour les autres significations, voir Méditerranée (homonymie).
La mer Méditerranée est le prototype des mers méditerranéennes.
Le bassin occidental méditerranéen désigne en océanographie et en géologie le bassin de la mer Méditerranée contenant la Corse et la Sardaigne et situé au nord-ouest de la Sicile, cette dernière faisant partie du bassin oriental. Il représente seulement un tiers de la superficie totale de la Méditerranée, soit 950 000 km2.
La partie occidentale de la Méditerranée possède un moindre taux de salinité de l'eau que la partie orientale.

## Délimitations
Dans la troisième édition (1953) de son document S-23 « Limites des Océans et des Mers », l'Organisation hydrographique internationale définit les limites du bassin occidental (environ un tiers de la superficie) de la façon suivante:
- À l'ouest : Une ligne joignant le cap Trafalgar (36° 10′ 52″ N, 6° 02′ 02″ O) au cap Spartel (35° 47′ 31″ N, 5° 55′ 29″ O).
- Au nord-est : La côte ouest de l'Italie. Dans le détroit de Messine, une ligne joignant l'extrémité nord du cap Paci (38° 15′ 22″ N, 15° 42′ 51″ E) au cap Peloro (38° 16′ 02,8″ N, 15° 39′ 11,71″ E), l'extrémité est de la Sicile. La côte nord de la Sicile.
- À l'est : Une ligne joignant le cap Boeo (37° 48′ 07″ N, 12° 25′ 28″ E), à l'extrémité ouest de la Sicile, à travers l'Adventure Bank jusqu'au cap Bon (37° 05′ 19″ N, 11° 02′ 05″ E), en Tunisie.

## Faune et flore
L'une des principales différences notables entre les deux bassins est la présence presque exclusive de grands mammifères marins et de grands squales dans la partie occidentale comme les orques ou les grands requins blancs, ces derniers restent pourtant rarissimes.
La partie orientale du fait de son taux de salinité et de sa température moyenne plus élevée concentre plus d'espèces dites « tropicales » comme les tortues caouannes (Caretta caretta). Avec la création du canal de Suez, les scientifiques ont observé des espèces provenant de la mer Rouge dites lessepsiennes  qui ont envahi la Méditerranée orientale comme la rascasse volante.
La partie occidentale, quant à elle, grâce à son ouverture à l'ouest avec le détroit de Gibraltar concentre majoritairement des espèces herculéennes, c'est-à-dire provenant de l'océan Atlantique comme le thon rouge de l'Atlantique.
Les superprédateurs vivant autrefois dans toute la Méditerranée ont dû, avec la raréfaction de leurs proies qui étaient en majorité de grands poissons ainsi que des pinnipèdes, se diversifier. Une étude lève le voile sur le régime alimentaire des grands requins blancs .
Avec la raréfaction du phoque moine,, le grand requin blanc et l'orque ont dû en quelque sorte changer de régime alimentaire, aujourd'hui les représentants de ces deux espèces vivant en Méditerranée ont un régime alimentaire essentiellement piscivore (thons, marlins).

## Différences biologiques observées (exemples)
| espèces subsistant dans toute la Méditerranée                              | espèces subsistant que dans sa partie occidentale | espèces subsistant que dans sa partie orientale | espèces invasives (lessepsiennes) |
| -------------------------------------------------------------------------- | ------------------------------------------------- | ----------------------------------------------- | --------------------------------- |
| Sarpa salpa                                                                | Pomatoschistus microps                            | Enchelycore anatina                             | Synanceia verrucosa               |
| Mola mola                                                                  | Pegusa lascaris                                   |                                                 | Silhouettea aegyptia              |
| Scyliorhinus stellaris                                                     | Orcinus Orca                                      |                                                 | Pterois miles                     |
| Carcharodon carcharias (extrêmement rare surtout dans la partie orientale) | Raja brachyura                                    |                                                 |                                   |
| Mobula mobular                                                             | Gaidropsarus vulgaris                             |                                                 |                                   |
| Lophius piscatorius                                                        | Thunnus thynnus                                   |                                                 |                                   |

Source : (Raja brachyura) 

Les « espèces » de Méditerranée ne vivant que dans sa partie occidentale sont par exemple le requin taureau ou bien le thon rouge , le rorqual commun également ne fréquente que les eaux à l'ouest de la Méditerranée , il est très sporadique dans la partie orientale.

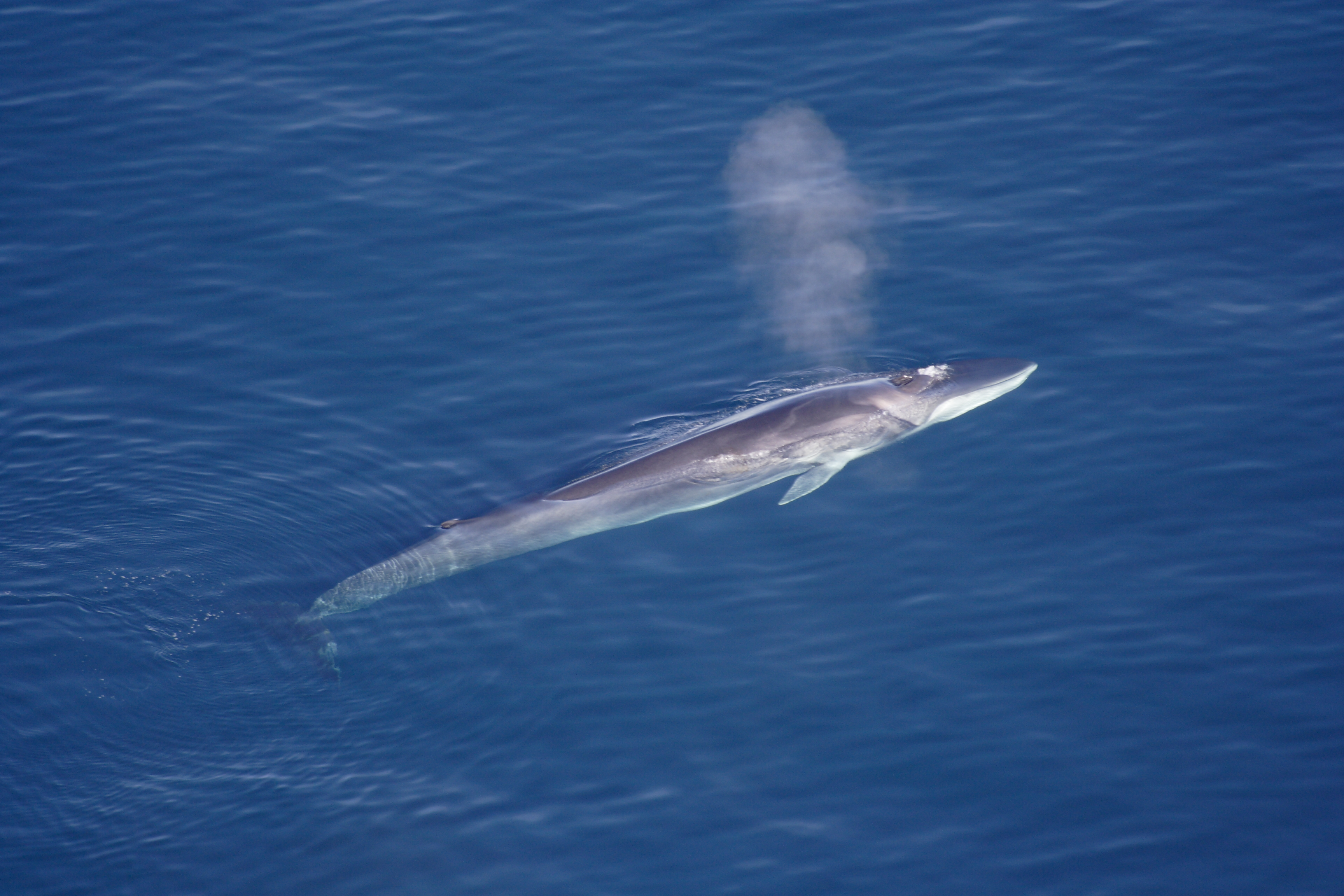
le rorqual commun

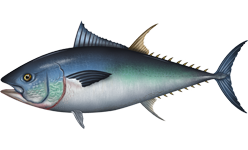
Thunnus thynnus

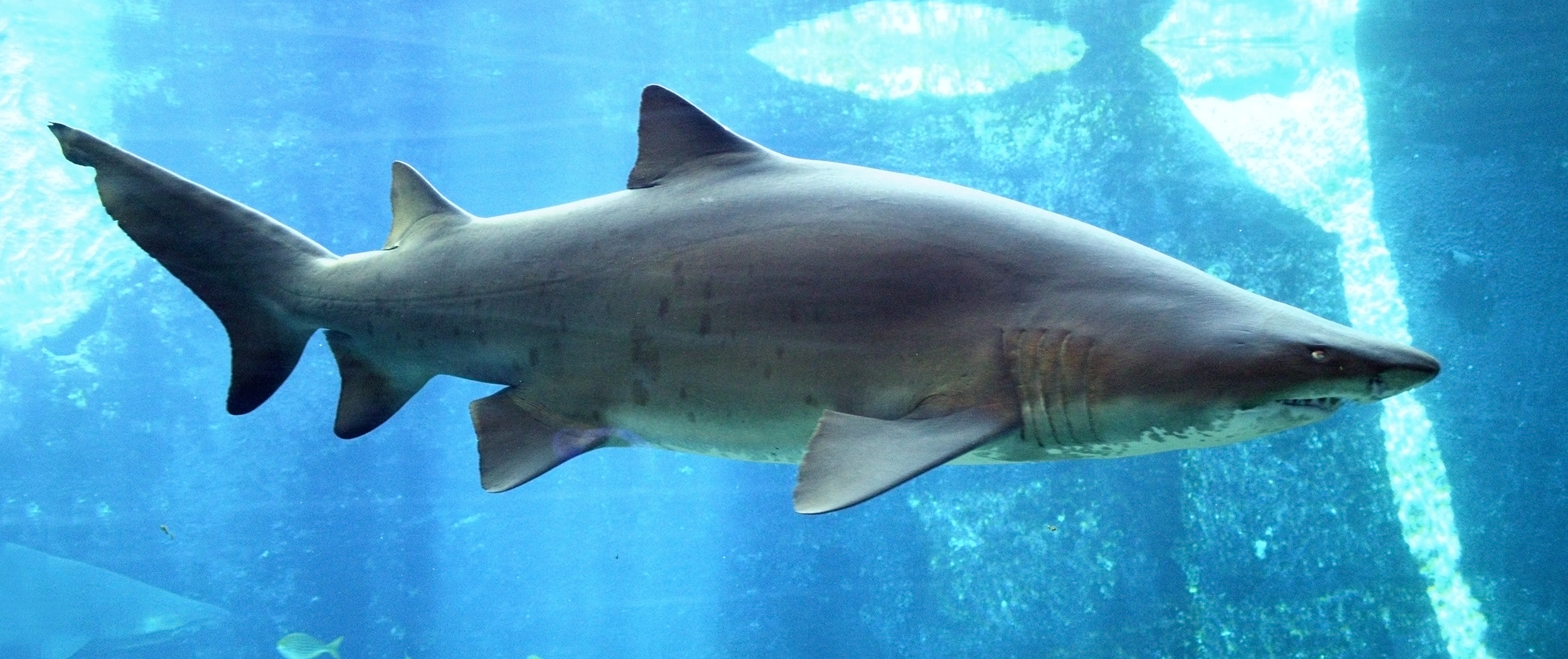
Le requin taureau

## Subdivisions
Le bassin occidental est également divisé en de multiples sous-bassins :
- le détroit de Gibraltar
- la mer d'Alboran ;
- la mer des Baléares ;
- le golfe du Lion ;
- la mer de Ligurie ;
- le golfe de Gênes ;
- la mer Tyrrhénienne ;
- le golfe de Tunis.

## Relief océanographique
Il existe une principale plaque continentale en Méditerranée occidentale au niveau du canal  de Sicile ainsi qu'en mer Tyrrhénienne .